# Araneus eburneiventris
Araneus eburneiventris är en spindelart som först beskrevs av Simon 1908.  Araneus eburneiventris ingår i släktet Araneus och familjen hjulspindlar.
Artens utbredningsområde är Western Australia. Inga underarter finns listade i Catalogue of Life.